# Aphrastochthonius alteriae
Espèce
Aphrastochthonius alteriae est une espèce de pseudoscorpions de la famille des Chthoniidae.

## Distribution
Cette espèce est endémique du Chiapas au Mexique. Elle se rencontre vers Palenque et Ocosingo.

## Description
Les femelles mesurent de 0,72 à 0,815 mm.
Les mâles mesurent de 0,85 à 0,86 mm.

## Étymologie
Cette espèce est nommée en l'honneur de Charlotte R. Hignutt Alteri.

## Publication originale
- Muchmore, 1977 : Preliminary list of the pseudoscorpions of the Yucatan Peninsula and adjacent regions, with descriptions of some new species (Arachnida: Pseudoscorpionida). Bulletin of the Association for Mexican Cave Studies, no 6, p. 63-78 (texte intégral).